# Tour Down Under 2017
La 19e édition du Tour Down Under a eu lieu du 17 au 22 janvier 2017. C'est la première épreuve de l'UCI World Tour 2017.
L'épreuve a été remportée par l'Australien Richie Porte (BMC Racing), lauréat des deuxième et cinquième étapes, qui s'impose 48 secondes devant le Colombien Esteban Chaves (Orica-Scott) et 51 secondes devant son compatriote Jay McCarthy (Bora-Hansgrohe).
L'Australien Caleb Ewan (Orica-Scott), vainqueur des première, troisième, quatrième et sixième étapes s'adjuge le classement des sprints tandis que le Belge Thomas De Gendt (Lotto-Soudal) gagne celui de la montagne. Le Colombien Jhonatan Restrepo (Katusha-Alpecin) termine meilleur jeune et la formation locale australienne UniSA-Australia meilleure équipe.

## Présentation

### Parcours
L'épreuve est constituée de six courses en ligne et aucun contre-la-montre. L'avant-veille de l'épreuve se déroule un critérium plat destiné aux sprinteurs, la People's Choice Classic. 
Les cinq premières étapes de ce Tour Down Under comprennent toutes quelques difficultés à divers endroits de la course. La cinquième étape se termine à la fin de la montée de Willunga Hill, après un premier passage quelques kilomètres auparavant, ce qui joue souvent un rôle décisif dans la course. La dernière étape est une course en circuit autour du centre d'Adélaïde.

### Équipes
En tant qu'épreuve World Tour, les dix-huit WorldTeams participent à la course. Contrairement aux trois éditions précédentes, aucune équipe continentale professionnelle n'est invitée. L'équipe UniSA-Australia, une sélection de coureurs australiens, est la seule équipe à bénéficier d'une wild card.
Dix-neuf équipes participent à ce Tour Down Under - dix-huit WorldTeams et une équipe nationale :
| WorldTeams (18)- AG2R La Mondiale - Astana - Bahrain-Merida - BMC Racing Team - Bora-Hansgrohe - Cannondale-Drapac - Dimension Data - FDJ - Katusha-Alpecin - Lotto NL-Jumbo - Lotto-Soudal - Movistar Team - Orica-Scott - Quick-Step Floors - Sky - Team Sunweb - Trek-Segafredo - UAE Abu Dhabi Équipe nationale sponsorisée- UniSA-Australia |
| |

### Favoris

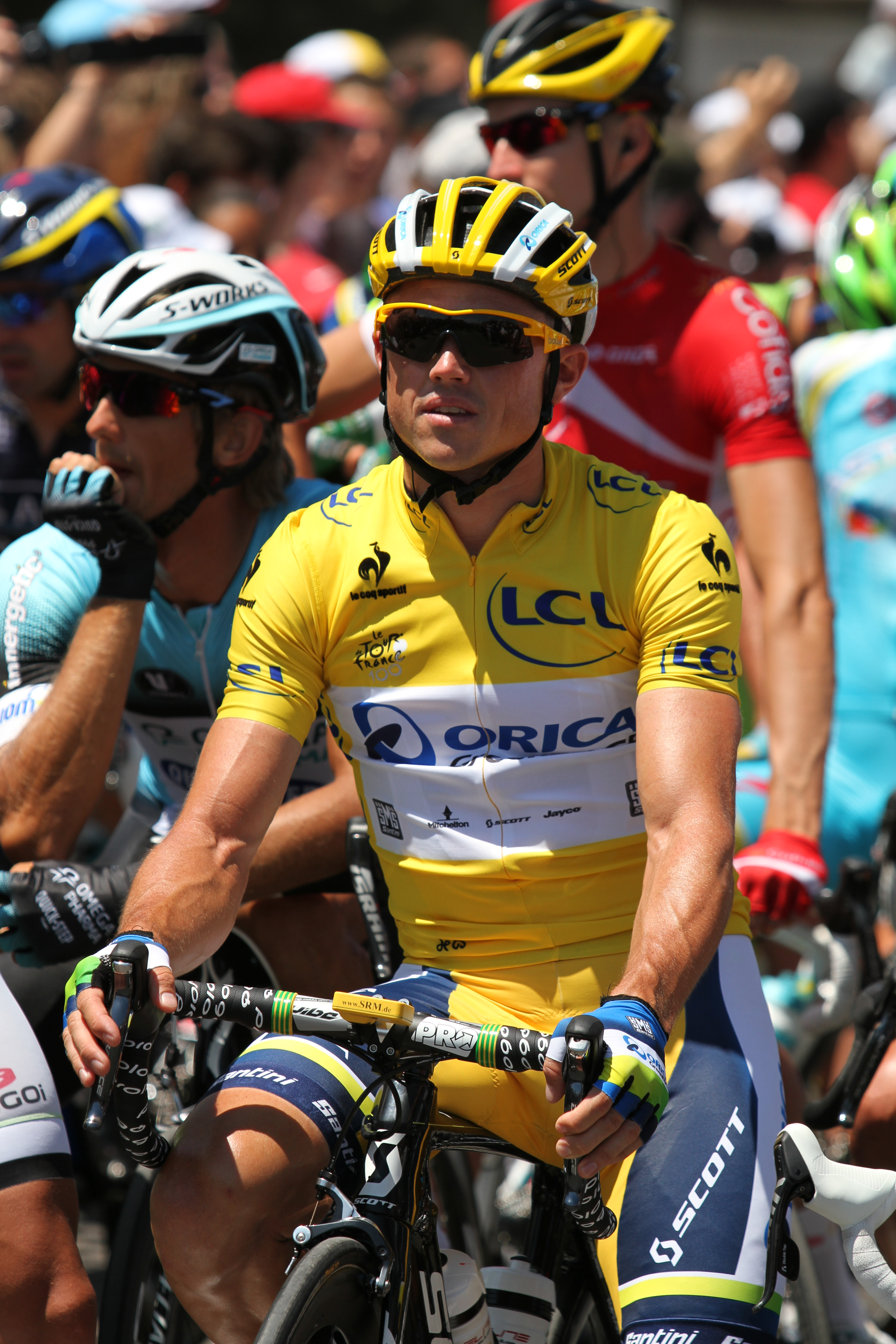
Le quadruple vainqueur Simon Gerrans, ici avec le maillot jaune sur le Tour de France 2013, est l'un des principaux favoris de la course.

Le Tour Down Under 2017 est la première épreuve de l'UCI World Tour 2017 et sert de reprise pour les coureurs des WorldTeams qui reprennent pour la plupart sur cette course et ne sont donc pas au meilleur de leur forme. La position dans le calendrier et les conditions météo de l'épreuve favorisent les coureurs locaux, qui dominent les classements depuis la création de l'épreuve avec 11 victoires en 18 éditions, dont cinq des six dernières éditions.
L'étape reine de la course est comme de coutume l'avant dernière étape, qui se conclut sur la montée de Willunga Hill. L'Australien Richie Porte (BMC Racing) s'est imposé sur cette étape lors des trois dernières éditions, sans toutefois parvenir à remporter le général final. Richie Porte est l'un des favoris de cette édition, tout comme son coéquipier, compatriote et récent champion national du contre-la-montre, Rohan Dennis, vainqueur de la course en 2015. L'équipe Orica-Scott, locale de l'épreuve, se présente avec un effectif très compétitif. Elle compte en son sein, le quadruple vainqueur et tenant du titre l'Australien Simon Gerrans, le grimpeur colombien Esteban Chaves, ainsi que l'un des meilleurs sprinteurs du plateau, l'Australien Caleb Ewan. Enfin, le Slovaque Peter Sagan, champion du monde sur route, fait ses débuts sur la course avec sa nouvelle équipe allemande Bora-Hansgrohe.

## Étapes
Ce Tour Down Under comporte six étapes pour un total de 802 kilomètres à parcourir.
| Étape     | Date     | Villes étapes                | type            | Distance (km) | Vainqueur d'étape | Leader du classement général |
| --------- | -------- | ---------------------------- | --------------- | ------------- | ----------------- | ---------------------------- |
| 1re étape | 17 janv. | Unley – Lyndoch              | étape de plaine | 118,5         | Caleb Ewan        | Caleb Ewan                   |
| 2e étape  | 18 janv. | Stirling – Paracombe         | étape vallonnée | 148,5         | Richie Porte      | Richie Porte                 |
| 3e étape  | 19 janv. | Glenelg – Victor Harbor      | étape de plaine | 144           | Caleb Ewan        | Richie Porte                 |
| 4e étape  | 20 janv. | Norwood – Campbelltown       | étape de plaine | 149,5         | Caleb Ewan        | Richie Porte                 |
| 5e étape  | 21 janv. | McLaren Vale – Willunga Hill | étape vallonnée | 151,5         | Richie Porte      | Richie Porte                 |
| 6e étape  | 22 janv. | Adélaïde – Adélaïde          | étape de plaine | 90            | Caleb Ewan        | Richie Porte                 |

## Déroulement de la course

### 1reétape
Initialement, l'étape devait être longue de 145 kilomètres, mais à cause des fortes chaleurs elle a été réduite à 118,5 kilomètres par la suppression d'un des trois tours de 26,5 kilomètres du circuit local. Le Belge Laurens De Vreese (Astana) s'échappe seul au bout de 3 km de course mais le peloton reste vigilant malgré une faible vitesse moyenne lors de la plupart de l'étape. Ainsi Laurens De Vreese se fait reprendre par celui-ci à une vingtaine de kilomètres de l'arrivée. D'autres attaques ont lieu comme celle de l'Australien Adam Hansen (Lotto-Soudal) ou du Belge Jan Bakelants (AG2R La Mondiale) mais échouent même si ce dernier ne se fait reprendre qu'à 3 km du but. Le peloton, qui se dirige vers un sprint massif, est mené dans les derniers mètres par le Slovaque Peter Sagan (Bora-Hansgrohe) pour son coéquipier l'Irlandais Sam Bennett. Cependant c'est l'Australien Caleb Ewan (Orica-Scott), déjà vainqueur deux jours plus tôt de la People's Choice Classic, qui s'impose respectivement devant le Néerlandais Danny van Poppel (Sky) et Sam Bennett,,. Caleb Ewan prend par la même occasion la tête du classement général.
| Classement | Classement          | Classement | Classement      | Classement         |
|            | Coureur             | Pays       | Équipe          | Temps              |
| ---------- | ------------------- | ---------- | --------------- | ------------------ |
| 1er        | Caleb Ewan          | Australie  | Orica-Scott     | en 3 h 24 min 18 s |
| 2e         | Danny van Poppel    | Pays-Bas   | Sky             | + 0 s              |
| 3e         | Sam Bennett         | Irlande    | Bora-Hansgrohe  | + 0 s              |
| 4e         | Marko Kump          | Slovénie   | UAE Abu Dhabi   | + 0 s              |
| 5e         | Niccolò Bonifazio   | Italie     | Bahrain-Merida  | + 0 s              |
| 6e         | Nikias Arndt        | Allemagne  | Sunweb          | + 0 s              |
| 7e         | Baptiste Planckaert | Belgique   | Katusha-Alpecin | + 0 s              |
| 8e         | Edward Theuns       | Belgique   | Trek-Segafredo  | + 0 s              |
| 9e         | Miles Scotson       | Australie  | BMC Racing      | + 0 s              |
| 10e        | Sean De Bie         | Belgique   | Lotto-Soudal    | + 0 s              |
| modifier   |                     |            |                 |                    |

| \| Classement général \| Classement général \| Classement général \| Classement général \| Classement général \| \| Coureur \| Coureur \| Pays \| Équipe \| Temps \| \| ------------------ \| ------------------ \| ------------------ \| ------------------ \| ------------------ \| \| 1er \| Caleb Ewan \| Australie \| Orica-Scott \| 3 h 24 min 08 s \| \| 2e \| Danny van Poppel \| Pays-Bas \| Team Sky \| + 4 s \| \| 3e \| Sam Bennett \| Irlande \| Bora-Hansgrohe \| + 6 s \| \| 4e \| Jay McCarthy \| Australie \| Bora-Hansgrohe \| + 7 s \| \| 5e \| Nathan Haas \| Australie \| Dimension Data \| + 8 s \| \| 6e \| Simon Gerrans \| Australie \| Orica-Scott \| + 8 s \| \| 7e \| José Gonçalves \| Portugal \| Katusha-Alpecin \| + 8 s \| \| 8e \| Marko Kump \| Slovénie \| UAE Abu Dhabi \| + 10 s \| \| 9e \| Niccolò Bonifazio \| Italie \| Bahrain-Merida \| + 10 s \| \| 10e \| Nikias Arndt \| Allemagne \| Team Sunweb \| + 10 s \| |                   |           |                 |                 |
| |                   |           |                 |                 |
| Sources : ProCyclingStats Cycling Quotient Cycling Archives |                   |           |                 |                 |
| Classement général |                   |           |                 |                 |
| Coureur | Coureur           | Pays      | Équipe          | Temps           |
| 1er | Caleb Ewan        | Australie | Orica-Scott     | 3 h 24 min 08 s |
| 2e | Danny van Poppel  | Pays-Bas  | Team Sky        | + 4 s           |
| 3e | Sam Bennett       | Irlande   | Bora-Hansgrohe  | + 6 s           |
| 4e | Jay McCarthy      | Australie | Bora-Hansgrohe  | + 7 s           |
| 5e | Nathan Haas       | Australie | Dimension Data  | + 8 s           |
| 6e | Simon Gerrans     | Australie | Orica-Scott     | + 8 s           |
| 7e | José Gonçalves    | Portugal  | Katusha-Alpecin | + 8 s           |
| 8e | Marko Kump        | Slovénie  | UAE Abu Dhabi   | + 10 s          |
| 9e | Niccolò Bonifazio | Italie    | Bahrain-Merida  | + 10 s          |
| 10e | Nikias Arndt      | Allemagne | Team Sunweb     | + 10 s          |

### 2eétape
L'étape a été remportée en solitaire par l'Australien Richie Porte (BMC Racing),, qui s'empare également de la tête du classement général.
| \| Classement de l'étape \| Classement de l'étape \| Classement de l'étape \| Classement de l'étape \| Classement de l'étape \| \| Coureur \| Coureur \| Pays \| Équipe \| Temps \| \| --------------------- \| --------------------- \| --------------------- \| --------------------- \| --------------------- \| \| 1er \| Richie Porte \| Australie \| BMC Racing Team \| 3 h 46 min 06 s \| \| 2e \| Gorka Izagirre \| Espagne \| Movistar Team \| + 16 s \| \| 3e \| Esteban Chaves \| Colombie \| Orica-Scott \| + 16 s \| \| 4e \| Rohan Dennis \| Australie \| BMC Racing Team \| + 19 s \| \| 5e \| Nathan Haas \| Australie \| Dimension Data \| + 19 s \| \| 6e \| Diego Ulissi \| Italie \| UAE Abu Dhabi \| + 19 s \| \| 7e \| Ruben Guerreiro \| Portugal \| Trek-Segafredo \| + 19 s \| \| 8e \| Michael Storer \| Australie \| UniSA-Australia \| + 19 s \| \| 9e \| Michael Woods \| Canada \| Cannondale-Drapac \| + 19 s \| \| 10e \| Luis León Sánchez \| Espagne \| Astana \| + 19 s \| |                   |           |                   |                 |
| |                   |           |                   |                 |
| Sources : ProCyclingStats Cycling Quotient Cycling Archives |                   |           |                   |                 |
| Classement de l'étape |                   |           |                   |                 |
| Coureur | Coureur           | Pays      | Équipe            | Temps           |
| 1er | Richie Porte      | Australie | BMC Racing Team   | 3 h 46 min 06 s |
| 2e | Gorka Izagirre    | Espagne   | Movistar Team     | + 16 s          |
| 3e | Esteban Chaves    | Colombie  | Orica-Scott       | + 16 s          |
| 4e | Rohan Dennis      | Australie | BMC Racing Team   | + 19 s          |
| 5e | Nathan Haas       | Australie | Dimension Data    | + 19 s          |
| 6e | Diego Ulissi      | Italie    | UAE Abu Dhabi     | + 19 s          |
| 7e | Ruben Guerreiro   | Portugal  | Trek-Segafredo    | + 19 s          |
| 8e | Michael Storer    | Australie | UniSA-Australia   | + 19 s          |
| 9e | Michael Woods     | Canada    | Cannondale-Drapac | + 19 s          |
| 10e | Luis León Sánchez | Espagne   | Astana            | + 19 s          |

| \| Classement général \| Classement général \| Classement général \| Classement général \| Classement général \| \| Coureur \| Coureur \| Pays \| Équipe \| Temps \| \| ------------------ \| ------------------ \| ------------------ \| ------------------ \| ------------------ \| \| 1er \| Richie Porte \| Australie \| BMC Racing Team \| 7 h 10 min 14 s \| \| 2e \| Gorka Izagirre \| Espagne \| Movistar Team \| + 20 s \| \| 3e \| Esteban Chaves \| Colombie \| Orica-Scott \| + 22 s \| \| 4e \| Jay McCarthy \| Australie \| Bora-Hansgrohe \| + 24 s \| \| 5e \| Nathan Haas \| Australie \| Dimension Data \| + 27 s \| \| 6e \| Diego Ulissi \| Italie \| UAE Abu Dhabi \| + 29 s \| \| 7e \| Nathan Earle \| Australie \| UniSA-Australia \| + 29 s \| \| 8e \| Rohan Dennis \| Australie \| BMC Racing Team \| + 29 s \| \| 9e \| Luis León Sánchez \| Espagne \| Astana \| + 29 s \| \| 10e \| Rafael Valls \| Espagne \| Lotto-Soudal \| + 29 s \| |                   |           |                 |                 |
| |                   |           |                 |                 |
| Sources : ProCyclingStats Cycling Quotient Cycling Archives |                   |           |                 |                 |
| Classement général |                   |           |                 |                 |
| Coureur | Coureur           | Pays      | Équipe          | Temps           |
| 1er | Richie Porte      | Australie | BMC Racing Team | 7 h 10 min 14 s |
| 2e | Gorka Izagirre    | Espagne   | Movistar Team   | + 20 s          |
| 3e | Esteban Chaves    | Colombie  | Orica-Scott     | + 22 s          |
| 4e | Jay McCarthy      | Australie | Bora-Hansgrohe  | + 24 s          |
| 5e | Nathan Haas       | Australie | Dimension Data  | + 27 s          |
| 6e | Diego Ulissi      | Italie    | UAE Abu Dhabi   | + 29 s          |
| 7e | Nathan Earle      | Australie | UniSA-Australia | + 29 s          |
| 8e | Rohan Dennis      | Australie | BMC Racing Team | + 29 s          |
| 9e | Luis León Sánchez | Espagne   | Astana          | + 29 s          |
| 10e | Rafael Valls      | Espagne   | Lotto-Soudal    | + 29 s          |

### 3eétape
L'Australien Caleb Ewan (Orica-Scott) remporte sa deuxième étape lors d'un sprint massif,, tandis que son compatriote Richie Porte (BMC Racing) conserve la première place du classement général.
| Classement | Classement          | Classement | Classement      | Classement         |
|            | Coureur             | Pays       | Équipe          | Temps              |
| ---------- | ------------------- | ---------- | --------------- | ------------------ |
| 1er        | Caleb Ewan          | Australie  | Orica-Scott     | en 3 h 24 min 45 s |
| 2e         | Peter Sagan         | Slovaquie  | Bora-Hansgrohe  | + 0 s              |
| 3e         | Niccolò Bonifazio   | Italie     | Bahrain-Merida  | + 0 s              |
| 4e         | Danny van Poppel    | Pays-Bas   | Sky             | + 0 s              |
| 5e         | Edward Theuns       | Belgique   | Trek-Segafredo  | + 0 s              |
| 6e         | Nikias Arndt        | Allemagne  | Sunweb          | + 0 s              |
| 7e         | Sean De Bie         | Belgique   | Lotto-Soudal    | + 0 s              |
| 8e         | Lorrenzo Manzin     | France     | FDJ             | + 0 s              |
| 9e         | Ruben Guerreiro     | Portugal   | Trek-Segafredo  | + 0 s              |
| 10e        | Baptiste Planckaert | Belgique   | Katusha-Alpecin | + 0 s              |
| modifier   |                     |            |                 |                    |

| \| Classement général \| Classement général \| Classement général \| Classement général \| Classement général \| \| Coureur \| Coureur \| Pays \| Équipe \| Temps \| \| ------------------ \| ------------------ \| ------------------ \| ------------------ \| ------------------ \| \| 1er \| Richie Porte \| Australie \| BMC Racing Team \| 10 h 34 min 59 s \| \| 2e \| Gorka Izagirre \| Espagne \| Movistar Team \| + 20 s \| \| 3e \| Esteban Chaves \| Colombie \| Orica-Scott \| + 22 s \| \| 4e \| Jay McCarthy \| Australie \| Bora-Hansgrohe \| + 24 s \| \| 5e \| Nathan Haas \| Australie \| Dimension Data \| + 27 s \| \| 6e \| Rohan Dennis \| Australie \| BMC Racing Team \| + 29 s \| \| 7e \| Luis León Sánchez \| Espagne \| Astana \| + 29 s \| \| 8e \| Diego Ulissi \| Italie \| UAE Abu Dhabi \| + 29 s \| \| 9e \| Rafael Valls \| Espagne \| Lotto-Soudal \| + 29 s \| \| 10e \| Robert Gesink \| Pays-Bas \| LottoNL-Jumbo \| + 29 s \| |                   |           |                 |                  |
| |                   |           |                 |                  |
| Sources : ProCyclingStats Cycling Quotient Cycling Archives |                   |           |                 |                  |
| Classement général |                   |           |                 |                  |
| Coureur | Coureur           | Pays      | Équipe          | Temps            |
| 1er | Richie Porte      | Australie | BMC Racing Team | 10 h 34 min 59 s |
| 2e | Gorka Izagirre    | Espagne   | Movistar Team   | + 20 s           |
| 3e | Esteban Chaves    | Colombie  | Orica-Scott     | + 22 s           |
| 4e | Jay McCarthy      | Australie | Bora-Hansgrohe  | + 24 s           |
| 5e | Nathan Haas       | Australie | Dimension Data  | + 27 s           |
| 6e | Rohan Dennis      | Australie | BMC Racing Team | + 29 s           |
| 7e | Luis León Sánchez | Espagne   | Astana          | + 29 s           |
| 8e | Diego Ulissi      | Italie    | UAE Abu Dhabi   | + 29 s           |
| 9e | Rafael Valls      | Espagne   | Lotto-Soudal    | + 29 s           |
| 10e | Robert Gesink     | Pays-Bas  | LottoNL-Jumbo   | + 29 s           |

### 4eétape
L'Australien Caleb Ewan (Orica-Scott) remporte sa troisième étape lors d'un sprint massif,,, tandis que son compatriote Richie Porte (BMC Racing) conserve la première place du classement général.
| \| Classement de l'étape \| Classement de l'étape \| Classement de l'étape \| Classement de l'étape \| Classement de l'étape \| \| Coureur \| Coureur \| Pays \| Équipe \| Temps \| \| --------------------- \| --------------------- \| --------------------- \| --------------------- \| --------------------- \| \| 1er \| Caleb Ewan \| Australie \| Orica-Scott \| 3 h 45 min 19 s \| \| 2e \| Peter Sagan \| Slovaquie \| Bora-Hansgrohe \| + 0 s \| \| 3e \| Danny van Poppel \| Pays-Bas \| Team Sky \| + 0 s \| \| 4e \| Ben Swift \| Royaume-Uni \| UAE Abu Dhabi \| + 0 s \| \| 5e \| Nathan Haas \| Australie \| Dimension Data \| + 0 s \| \| 6e \| Baptiste Planckaert \| Belgique \| Katusha-Alpecin \| + 0 s \| \| 7e \| Jay McCarthy \| Australie \| Bora-Hansgrohe \| + 0 s \| \| 8e \| Callum Scotson \| Australie \| UniSA-Australia \| + 0 s \| \| 9e \| Jasha Sütterlin \| Allemagne \| Movistar Team \| + 0 s \| \| 10e \| Enrico Battaglin \| Italie \| LottoNL-Jumbo \| + 0 s \| |                     |             |                 |                 |
| |                     |             |                 |                 |
| Sources : ProCyclingStats Cycling Quotient Cycling Archives |                     |             |                 |                 |
| Classement de l'étape |                     |             |                 |                 |
| Coureur | Coureur             | Pays        | Équipe          | Temps           |
| 1er | Caleb Ewan          | Australie   | Orica-Scott     | 3 h 45 min 19 s |
| 2e | Peter Sagan         | Slovaquie   | Bora-Hansgrohe  | + 0 s           |
| 3e | Danny van Poppel    | Pays-Bas    | Team Sky        | + 0 s           |
| 4e | Ben Swift           | Royaume-Uni | UAE Abu Dhabi   | + 0 s           |
| 5e | Nathan Haas         | Australie   | Dimension Data  | + 0 s           |
| 6e | Baptiste Planckaert | Belgique    | Katusha-Alpecin | + 0 s           |
| 7e | Jay McCarthy        | Australie   | Bora-Hansgrohe  | + 0 s           |
| 8e | Callum Scotson      | Australie   | UniSA-Australia | + 0 s           |
| 9e | Jasha Sütterlin     | Allemagne   | Movistar Team   | + 0 s           |
| 10e | Enrico Battaglin    | Italie      | LottoNL-Jumbo   | + 0 s           |

| \| Classement général \| Classement général \| Classement général \| Classement général \| Classement général \| \| Coureur \| Coureur \| Pays \| Équipe \| Temps \| \| ------------------ \| ------------------ \| ------------------ \| ------------------ \| ------------------ \| \| 1er \| Richie Porte \| Australie \| BMC Racing Team \| 14 h 20 min 18 s \| \| 2e \| Gorka Izagirre \| Espagne \| Movistar Team \| + 20 s \| \| 3e \| Esteban Chaves \| Colombie \| Orica-Scott \| + 22 s \| \| 4e \| Jay McCarthy \| Australie \| Bora-Hansgrohe \| + 24 s \| \| 5e \| Nathan Haas \| Australie \| Dimension Data \| + 27 s \| \| 6e \| Rohan Dennis \| Australie \| BMC Racing Team \| + 29 s \| \| 7e \| Luis León Sánchez \| Espagne \| Astana \| + 29 s \| \| 8e \| Diego Ulissi \| Italie \| UAE Abu Dhabi \| + 29 s \| \| 9e \| Rafael Valls \| Espagne \| Lotto-Soudal \| + 29 s \| \| 10e \| Ruben Guerreiro \| Portugal \| Trek-Segafredo \| + 29 s \| |                   |           |                 |                  |
| |                   |           |                 |                  |
| Sources : ProCyclingStats Cycling Quotient Cycling Archives |                   |           |                 |                  |
| Classement général |                   |           |                 |                  |
| Coureur | Coureur           | Pays      | Équipe          | Temps            |
| 1er | Richie Porte      | Australie | BMC Racing Team | 14 h 20 min 18 s |
| 2e | Gorka Izagirre    | Espagne   | Movistar Team   | + 20 s           |
| 3e | Esteban Chaves    | Colombie  | Orica-Scott     | + 22 s           |
| 4e | Jay McCarthy      | Australie | Bora-Hansgrohe  | + 24 s           |
| 5e | Nathan Haas       | Australie | Dimension Data  | + 27 s           |
| 6e | Rohan Dennis      | Australie | BMC Racing Team | + 29 s           |
| 7e | Luis León Sánchez | Espagne   | Astana          | + 29 s           |
| 8e | Diego Ulissi      | Italie    | UAE Abu Dhabi   | + 29 s           |
| 9e | Rafael Valls      | Espagne   | Lotto-Soudal    | + 29 s           |
| 10e | Ruben Guerreiro   | Portugal  | Trek-Segafredo  | + 29 s           |

### 5eétape
L'étape a été remportée en solitaire par, le leader de l'épreuve, l'Australien Richie Porte (BMC Racing),, qui consolide sa première place au classement général.
| \| Classement de l'étape \| Classement de l'étape \| Classement de l'étape \| Classement de l'étape \| Classement de l'étape \| \| Coureur \| Coureur \| Pays \| Équipe \| Temps \| \| --------------------- \| --------------------- \| --------------------- \| --------------------- \| --------------------- \| \| 1er \| Richie Porte \| Australie \| BMC Racing Team \| 3 h 40 min 13 s \| \| 2e \| Nathan Haas \| Australie \| Dimension Data \| + 20 s \| \| 3e \| Esteban Chaves \| Colombie \| Orica-Scott \| + 20 s \| \| 4e \| Diego Ulissi \| Italie \| UAE Abu Dhabi \| + 20 s \| \| 5e \| Jay McCarthy \| Australie \| Bora-Hansgrohe \| + 20 s \| \| 6e \| Nathan Earle \| Australie \| UniSA-Australia \| + 23 s \| \| 7e \| Rafael Valls \| Espagne \| Lotto-Soudal \| + 23 s \| \| 8e \| Sergio Henao \| Colombie \| Team Sky \| + 23 s \| \| 9e \| Robert Gesink \| Pays-Bas \| LottoNL-Jumbo \| + 23 s \| \| 10e \| Tom-Jelte Slagter \| Pays-Bas \| Cannondale-Drapac \| + 23 s \| |                   |           |                   |                 |
| |                   |           |                   |                 |
| Sources : ProCyclingStats Cycling Quotient Cycling Archives |                   |           |                   |                 |
| Classement de l'étape |                   |           |                   |                 |
| Coureur | Coureur           | Pays      | Équipe            | Temps           |
| 1er | Richie Porte      | Australie | BMC Racing Team   | 3 h 40 min 13 s |
| 2e | Nathan Haas       | Australie | Dimension Data    | + 20 s          |
| 3e | Esteban Chaves    | Colombie  | Orica-Scott       | + 20 s          |
| 4e | Diego Ulissi      | Italie    | UAE Abu Dhabi     | + 20 s          |
| 5e | Jay McCarthy      | Australie | Bora-Hansgrohe    | + 20 s          |
| 6e | Nathan Earle      | Australie | UniSA-Australia   | + 23 s          |
| 7e | Rafael Valls      | Espagne   | Lotto-Soudal      | + 23 s          |
| 8e | Sergio Henao      | Colombie  | Team Sky          | + 23 s          |
| 9e | Robert Gesink     | Pays-Bas  | LottoNL-Jumbo     | + 23 s          |
| 10e | Tom-Jelte Slagter | Pays-Bas  | Cannondale-Drapac | + 23 s          |

| \| Classement général \| Classement général \| Classement général \| Classement général \| Classement général \| \| Coureur \| Coureur \| Pays \| Équipe \| Temps \| \| ------------------ \| ------------------ \| ------------------ \| ------------------ \| ------------------ \| \| 1er \| Richie Porte \| Australie \| BMC Racing Team \| 18 h 00 min 21 s \| \| 2e \| Esteban Chaves \| Colombie \| Orica-Scott \| + 48 s \| \| 3e \| Nathan Haas \| Australie \| Dimension Data \| + 51 s \| \| 4e \| Jay McCarthy \| Australie \| Bora-Hansgrohe \| + 54 s \| \| 5e \| Diego Ulissi \| Italie \| UAE Abu Dhabi \| + 59 s \| \| 6e \| Rohan Dennis \| Australie \| BMC Racing Team \| + 1 min 02 s \| \| 7e \| Rafael Valls \| Espagne \| Lotto-Soudal \| + 1 min 02 s \| \| 8e \| Robert Gesink \| Pays-Bas \| LottoNL-Jumbo \| + 1 min 02 s \| \| 9e \| Wilco Kelderman \| Pays-Bas \| Team Sunweb \| + 1 min 02 s \| \| 10e \| Nathan Earle \| Australie \| UniSA-Australia \| + 1 min 06 s \| |                 |           |                 |                  |
| |                 |           |                 |                  |
| Sources : ProCyclingStats Cycling Quotient Cycling Archives |                 |           |                 |                  |
| Classement général |                 |           |                 |                  |
| Coureur | Coureur         | Pays      | Équipe          | Temps            |
| 1er | Richie Porte    | Australie | BMC Racing Team | 18 h 00 min 21 s |
| 2e | Esteban Chaves  | Colombie  | Orica-Scott     | + 48 s           |
| 3e | Nathan Haas     | Australie | Dimension Data  | + 51 s           |
| 4e | Jay McCarthy    | Australie | Bora-Hansgrohe  | + 54 s           |
| 5e | Diego Ulissi    | Italie    | UAE Abu Dhabi   | + 59 s           |
| 6e | Rohan Dennis    | Australie | BMC Racing Team | + 1 min 02 s     |
| 7e | Rafael Valls    | Espagne   | Lotto-Soudal    | + 1 min 02 s     |
| 8e | Robert Gesink   | Pays-Bas  | LottoNL-Jumbo   | + 1 min 02 s     |
| 9e | Wilco Kelderman | Pays-Bas  | Team Sunweb     | + 1 min 02 s     |
| 10e | Nathan Earle    | Australie | UniSA-Australia | + 1 min 06 s     |

### 6eétape
L'Australien Caleb Ewan (Orica-Scott) remporte sa quatrième étape lors d'un ultime sprint massif,,, tandis que son compatriote Richie Porte (BMC Racing) s'adjuge le classement général.
| Classement | Classement       | Classement | Classement     | Classement         |
|            | Coureur          | Pays       | Équipe         | Temps              |
| ---------- | ---------------- | ---------- | -------------- | ------------------ |
| 1er        | Caleb Ewan       | Australie  | Orica-Scott    | en 1 h 55 min 28 s |
| 2e         | Peter Sagan      | Slovaquie  | Bora-Hansgrohe | + 0 s              |
| 3e         | Marko Kump       | Slovénie   | UAE Abu Dhabi  | + 0 s              |
| 4e         | Danny van Poppel | Pays-Bas   | Sky            | + 0 s              |
| 5e         | Sean De Bie      | Belgique   | Lotto-Soudal   | + 0 s              |
| 6e         | Lorrenzo Manzin  | France     | FDJ            | + 0 s              |
| 7e         | Koen de Kort     | Pays-Bas   | Trek-Segafredo | + 0 s              |
| 8e         | Jasha Sütterlin  | Allemagne  | Movistar       | + 0 s              |
| 9e         | Nathan Haas      | Australie  | Dimension Data | + 0 s              |
| 10e        | Jay McCarthy     | Australie  | Bora-Hansgrohe | + 0 s              |
| modifier   |                  |            |                |                    |

## Classements finals

### Classement général final
| \| Classement général \| Classement général \| Classement général \| Classement général \| Classement général \| \| Coureur \| Coureur \| Pays \| Équipe \| Temps \| \| ------------------ \| ------------------ \| ------------------ \| ------------------ \| ------------------ \| \| 1er \| Richie Porte \| Australie \| BMC Racing Team \| 19 h 55 min 49 s \| \| 2e \| Esteban Chaves \| Colombie \| Orica-Scott \| + 48 s \| \| 3e \| Jay McCarthy \| Australie \| Bora-Hansgrohe \| + 51 s \| \| 4e \| Nathan Haas \| Australie \| Dimension Data \| + 51 s \| \| 5e \| Diego Ulissi \| Italie \| UAE Abu Dhabi \| + 59 s \| \| 6e \| Rohan Dennis \| Australie \| BMC Racing Team \| + 1 min 02 s \| \| 7e \| Rafael Valls \| Espagne \| Lotto-Soudal \| + 1 min 02 s \| \| 8e \| Robert Gesink \| Pays-Bas \| LottoNL-Jumbo \| + 1 min 02 s \| \| 9e \| Wilco Kelderman \| Pays-Bas \| Team Sunweb \| + 1 min 02 s \| \| 10e \| Jhonatan Restrepo \| Colombie \| Katusha-Alpecin \| + 1 min 04 s \| |                   |           |                 |                  |
| |                   |           |                 |                  |
| Sources : ProCyclingStats Cycling Quotient Cycling Archives |                   |           |                 |                  |
| Classement général |                   |           |                 |                  |
| Coureur | Coureur           | Pays      | Équipe          | Temps            |
| 1er | Richie Porte      | Australie | BMC Racing Team | 19 h 55 min 49 s |
| 2e | Esteban Chaves    | Colombie  | Orica-Scott     | + 48 s           |
| 3e | Jay McCarthy      | Australie | Bora-Hansgrohe  | + 51 s           |
| 4e | Nathan Haas       | Australie | Dimension Data  | + 51 s           |
| 5e | Diego Ulissi      | Italie    | UAE Abu Dhabi   | + 59 s           |
| 6e | Rohan Dennis      | Australie | BMC Racing Team | + 1 min 02 s     |
| 7e | Rafael Valls      | Espagne   | Lotto-Soudal    | + 1 min 02 s     |
| 8e | Robert Gesink     | Pays-Bas  | LottoNL-Jumbo   | + 1 min 02 s     |
| 9e | Wilco Kelderman   | Pays-Bas  | Team Sunweb     | + 1 min 02 s     |
| 10e | Jhonatan Restrepo | Colombie  | Katusha-Alpecin | + 1 min 04 s     |

### Classements annexes
| Classement des sprints | Classement des sprints | Classement des sprints | Classement des sprints | Classement des sprints |
| ---------------------- | ---------------------- | ---------------------- | ---------------------- | ---------------------- |
|                        | Coureur                | Pays                   | Équipe                 | Point(s)               |
| 1er                    | Caleb Ewan             | Australie              | Orica-Scott            | 63 points              |
| 2e                     | Danny van Poppel       | Pays-Bas               | Sky                    | 51 pts                 |
| 3e                     | Nathan Haas            | Australie              | Dimension Data         | 46 pts                 |
| modifier               |                        |                        |                        |                        |

| Classement de la montagne | Classement de la montagne | Classement de la montagne | Classement de la montagne | Classement de la montagne |
| ------------------------- | ------------------------- | ------------------------- | ------------------------- | ------------------------- |
|                           | Coureur                   | Pays                      | Équipe                    | Point(s)                  |
| 1er                       | Thomas De Gendt           | Belgique                  | Lotto-Soudal              | 35 points                 |
| 2e                        | Richie Porte              | Australie                 | BMC Racing                | 32 pts                    |
| 3e                        | Esteban Chaves            | Colombie                  | Orica-Scott               | 22 pts                    |
| modifier                  |                           |                           |                           |                           |

| Classement du meilleur jeune | Classement du meilleur jeune | Classement du meilleur jeune | Classement du meilleur jeune | Classement du meilleur jeune |
|                              | Coureur                      | Pays                         | Équipe                       | Temps                        |
| ---------------------------- | ---------------------------- | ---------------------------- | ---------------------------- | ---------------------------- |
| 1er                          | Jhonatan Restrepo            | Colombie                     | Katusha-Alpecin              | en 19 h 56 min 53 s          |
| 2e                           | Michael Storer               | Australie                    | UniSA-Australia              | + 14 s                       |
| 3e                           | Ruben Guerreiro              | Portugal                     | Trek-Segafredo               | + 21 s                       |
| modifier                     |                              |                              |                              |                              |

| Classement par équipes | Classement par équipes | Classement par équipes | Classement par équipes |
|                        | Équipe                 | Pays                   | Temps                  |
| ---------------------- | ---------------------- | ---------------------- | ---------------------- |
| 1re                    | UniSA-Australia        | Australie              | en 59 h 51 min 47 s    |
| 2e                     | Movistar               | Espagne                | + 1 min 19 s           |
| 3e                     | Trek-Segafredo         | États-Unis             | + 1 min 20 s           |
| modifier               |                        |                        |                        |

### UCI World Tour

#### Classement individuel
Ci-dessous, le classement individuel de l'UCI World Tour à l'issue de la course.
| Rang | Coureur         | Équipe         | Points |
| ---- | --------------- | -------------- | ------ |
| 1    | Richie Porte    | BMC Racing     | 660    |
| 2    | Esteban Chaves  | Orica-Scott    | 420    |
| 3    | Jay McCarthy    | Bora-Hansgrohe | 325    |
| 4    | Nathan Haas     | Dimension Data | 300    |
| 5    | Caleb Ewan      | Orica-Scott    | 250    |
| 6    | Diego Ulissi    | UAE Abu Dhabi  | 225    |
| 7    | Rohan Dennis    | BMC Racing     | 175    |
| 8    | Rafael Valls    | Lotto-Soudal   | 150    |
| 9    | Robert Gesink   | Lotto NL-Jumbo | 125    |
| 10   | Wilco Kelderman | Sunweb         | 100    |

#### Classement par équipes
Ci-dessous, le classement par équipes de l'UCI World Tour à l'issue de la course.
| Rang | Équipe          | Points |
| ---- | --------------- | ------ |
| 1    | BMC Racing      | 845    |
| 2    | Orica-Scott     | 690    |
| 3    | Bora-Hansgrohe  | 410    |
| 4    | Dimension Data  | 310    |
| 5    | UAE Abu Dhabi   | 248    |
| 6    | Lotto-Soudal    | 165    |
| 7    | Lotto NL-Jumbo  | 140    |
| 8    | Movistar        | 125    |
| 9    | Katusha-Alpecin | 123    |
| 10   | Sky             | 105    |

## Évolution des classements
| Étape              | Vainqueur          | Classement général | Classement des sprints | Classement de la montagne | Classement du meilleur jeune | Classement par équipes | Coureur le plus combatif   |
| ------------------ | ------------------ | ------------------ | ---------------------- | ------------------------- | ---------------------------- | ---------------------- | -------------------------- |
| 1                  | Caleb Ewan         | Caleb Ewan         | Caleb Ewan             | Laurens De Vreese         | Caleb Ewan                   | Bora-Hansgrohe         | Laurens De Vreese          |
| 2                  | Richie Porte       | Richie Porte       | Richie Porte           | Richie Porte              | Ruben Guerreiro              | UniSA-Australia        | Jasha Sütterlin            |
| 3                  | Caleb Ewan         | Richie Porte       | Caleb Ewan             | Richie Porte              | Ruben Guerreiro              | UniSA-Australia        | Vegard Stake Laengen       |
| 4                  | Caleb Ewan         | Richie Porte       | Caleb Ewan             | Richie Porte              | Ruben Guerreiro              | UniSA-Australia        | Cameron Meyer - Jack Bauer |
| 5                  | Richie Porte       | Richie Porte       | Caleb Ewan             | Richie Porte              | Jhonatan Restrepo            | UniSA-Australia        | Jack Bauer                 |
| 6                  | Caleb Ewan         | Richie Porte       | Caleb Ewan             | Thomas De Gendt           | Jhonatan Restrepo            | UniSA-Australia        | Jack Bauer                 |
| Classements finals | Classements finals | Richie Porte       | Caleb Ewan             | Thomas De Gendt           | Jhonatan Restrepo            | UniSA-Australia        | Non décerné                |

## Liste des participants
- Liste de départ complète

| Légende                             | Légende                                                                                                  | Légende                                | Légende                                                                                                  |
| ----------------------------------- | --- | -------------------------------------- | --- |
| Num                                 | Dossard de départ porté par le coureur sur ce Tour Down Under                                            | Pos                                    | Position finale au classement général                                                                    |
| Leader du classement général        | Indique le vainqueur du classement général                                                               | Leader du classement des sprints       | Indique le vainqueur du classement des sprints                                                           |
| Leader du classement de la montagne | Indique le vainqueur du classement de la montagne                                                        | Leader du classement du meilleur jeune | Indique le vainqueur du classement du meilleur jeune                                                     |
|                                     | Indique un maillot de champion national ou mondial, suivi de sa spécialité                               | #                                      | Indique la meilleure équipe                                                                              |
| NP                                  | Indique un coureur qui n'a pas pris le départ d'une étape, suivi du numéro de l'étape où il s'est retiré | AB                                     | Indique un coureur qui n'a pas terminé une étape, suivi du numéro de l'étape où il s'est retiré          |
| HD                                  | Indique un coureur qui a terminé une étape hors des délais, suivi du numéro de l'étape                   | *                                      | Indique un coureur en lice pour le classement du meilleur jeune (coureurs nés après le 1er janvier 1992) |

| Orica-Scott ORS                   | Orica-Scott ORS      | Orica-Scott ORS |
| --------------------------------- | -------------------- | --------------- |
| Num                               | Coureur              | Pos             |
| 1                                 | Simon Gerrans (AUS)  | 40e             |
| 2                                 | Esteban Chaves (COL) | 2e              |
| 3                                 | Daryl Impey (RSA)    | 42e             |
| 4                                 | Roger Kluge (GER)    | 112e            |
| 5                                 | Luke Durbridge (AUS) | 99e             |
| 6                                 | Caleb Ewan (AUS)*    | 89e             |
| 7                                 | Damien Howson (AUS)  | 126e            |
| Directeur sportif : Matthew White |                      |                 |

| Bora-Hansgrohe BOH                   | Bora-Hansgrohe BOH        | Bora-Hansgrohe BOH |
| ------------------------------------ | ------------------------- | ------------------ |
| Num                                  | Coureur                   | Pos                |
| 11                                   | Peter Sagan (SVK) (Route) | 71e                |
| 12                                   | Sam Bennett (IRL)         | 118e               |
| 13                                   | Gregor Mühlberger (AUT)*  | 66e                |
| 14                                   | Rüdiger Selig (GER)       | 115e               |
| 15                                   | Michal Kolář (SVK)        | 122e               |
| 16                                   | Jay McCarthy (AUS)        | 3e                 |
| 17                                   | Lukas Pöstlberger (AUT)   | 127e               |
| Directeur sportif : Steffen Radochla |                           |                    |

| BMC Racing BMC                    | BMC Racing BMC               | BMC Racing BMC |
| --------------------------------- | ---------------------------- | -------------- |
| Num                               | Coureur                      | Pos            |
| 21                                | Rohan Dennis (AUS)           | 6e             |
| 22                                | Danilo Wyss (SUI)            | 68e            |
| 23                                | Richie Porte (AUS)           | 1er            |
| 24                                | Amaël Moinard (FRA)          | 86e            |
| 25                                | Francisco Ventoso (ESP)      | 129e           |
| 26                                | Miles Scotson (AUS)* (Route) | 108e           |
| 27                                | Damiano Caruso (ITA)         | 41e            |
| Directeur sportif : Fabio Baldato |                              |                |

| Sunweb SUN                       | Sunweb SUN                | Sunweb SUN |
| -------------------------------- | ------------------------- | ---------- |
| Num                              | Coureur                   | Pos        |
| 31                               | Wilco Kelderman (NED)     | 9e         |
| 32                               | Johannes Fröhlinger (GER) | 125e       |
| 33                               | Chris Hamilton (AUS)*     | 56e        |
| 34                               | Simon Geschke (GER)       | 82e        |
| 35                               | Lennard Hofstede (NED)*   | 87e        |
| 36                               | Nikias Arndt (GER)        | 98e        |
| 37                               | Phil Bauhaus (GER)*       | 120e       |
| Directeur sportif : Luke Roberts |                           |            |

| Sky SKY                             | Sky SKY                 | Sky SKY |
| ----------------------------------- | ----------------------- | ------- |
| Num                                 | Coureur                 | Pos     |
| 41                                  | Geraint Thomas (GBR)    | 49e     |
| 42                                  | Sebastián Henao (COL)*  | 81e     |
| 43                                  | Sergio Henao (COL)      | 12e     |
| 44                                  | Kenny Elissonde (FRA)   | 88e     |
| 45                                  | Luke Rowe (GBR)         | 97e     |
| 46                                  | Ian Stannard (GBR)      | 107e    |
| 47                                  | Danny van Poppel (NED)* | 119e    |
| Directeur sportif : Brett Lancaster |                         |         |

| Dimension Data DDD                 | Dimension Data DDD               | Dimension Data DDD |
| ---------------------------------- | -------------------------------- | ------------------ |
| Num                                | Coureur                          | Pos                |
| 51                                 | Mark Renshaw (AUS)               | 117e               |
| 52                                 | Nathan Haas (AUS)                | 4e                 |
| 53                                 | Lachlan Morton (AUS)             | 80e                |
| 54                                 | Ben O'Connor (AUS)*              | 32e                |
| 55                                 | Jacobus Venter (RSA) (Route)     | 95e                |
| 56                                 | Tyler Farrar (USA)               | 121e               |
| 57                                 | Jacques Janse van Rensburg (RSA) | 62e                |
| Directeur sportif : Alex Sans Vega |                                  |                    |

| Lotto-Soudal LTS                | Lotto-Soudal LTS      | Lotto-Soudal LTS |
| ------------------------------- | --------------------- | ---------------- |
| Num                             | Coureur               | Pos              |
| 61                              | Thomas De Gendt (BEL) | 94e              |
| 62                              | Lars Bak (DEN)        | 55e              |
| 63                              | James Shaw (GBR)*     | AB-5             |
| 64                              | Sander Armée (BEL)    | 44e              |
| 65                              | Rafael Valls (ESP)    | 7e               |
| 66                              | Sean De Bie (BEL)     | 93e              |
| 67                              | Adam Hansen (AUS)     | 61e              |
| Directeur sportif : Mario Aerts |                       |                  |

| Cannondale-Drapac CDT           | Cannondale-Drapac CDT   | Cannondale-Drapac CDT |
| ------------------------------- | ----------------------- | --------------------- |
| Num                             | Coureur                 | Pos                   |
| 71                              | Tom-Jelte Slagter (NED) | 14e                   |
| 72                              | Patrick Bevin (NZL)     | 45e                   |
| 73                              | Tom Van Asbroeck (BEL)  | 114e                  |
| 74                              | Thomas Scully (NZL)     | 106e                  |
| 75                              | Michael Woods (CAN)     | 21e                   |
| 76                              | William Clarke (AUS)    | 123e                  |
| 77                              | Alex Howes (USA)        | 96e                   |
| Directeur sportif : Tom Southam |                         |                       |

| Bahrain-Merida TBM                   | Bahrain-Merida TBM       | Bahrain-Merida TBM |
| ------------------------------------ | ------------------------ | ------------------ |
| Num                                  | Coureur                  | Pos                |
| 81                                   | Giovanni Visconti (ITA)  | 20e                |
| 82                                   | Tsgabu Grmay (ETH)       | 75e                |
| 83                                   | Yukiya Arashiro (JPN)    | 70e                |
| 84                                   | Niccolò Bonifazio (ITA)* | 104e               |
| 85                                   | Chun Kai Feng (TPE)      | 102e               |
| 86                                   | Ondřej Cink (CZE)        | 22e                |
| 87                                   | Janez Brajkovič (SLO)    | 47e                |
| Directeur sportif : Philippe Mauduit |                          |                    |

| AG2R La Mondiale ALM               | AG2R La Mondiale ALM     | AG2R La Mondiale ALM |
| ---------------------------------- | ------------------------ | -------------------- |
| Num                                | Coureur                  | Pos                  |
| 91                                 | Jan Bakelants (BEL)      | 31e                  |
| 92                                 | Julien Bérard (FRA)      | 100e                 |
| 93                                 | François Bidard (FRA)    | 65e                  |
| 94                                 | Ben Gastauer (LUX)       | 57e                  |
| 95                                 | Clément Chevrier (FRA)   | 67e                  |
| 96                                 | Matteo Montaguti (ITA)   | 51e                  |
| 97                                 | Domenico Pozzovivo (ITA) | 17e                  |
| Directeur sportif : Laurent Biondi |                          |                      |

| Astana AST                         | Astana AST              | Astana AST |
| ---------------------------------- | ----------------------- | ---------- |
| Num                                | Coureur                 | Pos        |
| 101                                | Luis León Sánchez (ESP) | 16e        |
| 102                                | Paolo Tiralongo (ITA)   | 85e        |
| 103                                | Oscar Gatto (ITA)       | 131e       |
| 104                                | Michael Valgren (DEN)   | 64e        |
| 105                                | Matti Breschel (DEN)    | 116e       |
| 106                                | Artyom Zakharov (BEL)   | 69e        |
| 107                                | Laurens De Vreese (BEL) | 111e       |
| Directeur sportif : Stefano Zanini |                         |            |

| Katusha-Alpecin KAT                    | Katusha-Alpecin KAT       | Katusha-Alpecin KAT |
| -------------------------------------- | ------------------------- | ------------------- |
| Num                                    | Coureur                   | Pos                 |
| 111                                    | Tiago Machado (POR)       | 58e                 |
| 112                                    | Ángel Vicioso (ESP)       | 76e                 |
| 113                                    | José Gonçalves (POR)      | 30e                 |
| 114                                    | Maurits Lammertink (NED)  | 35e                 |
| 115                                    | Baptiste Planckaert (BEL) | 83e                 |
| 116                                    | Sven Erik Bystrøm (NOR)   | 53e                 |
| 117                                    | Jhonatan Restrepo (COL)*  | 10e                 |
| Directeur sportif : Guennadi Mikhailov |                           |                     |

| FDJ                                 | FDJ                         | FDJ  |
| ----------------------------------- | --------------------------- | ---- |
| Num                                 | Coureur                     | Pos  |
| 121                                 | Anthony Roux (FRA)          | 34e  |
| 122                                 | Odd Christian Eiking (NOR)* | 19e  |
| 123                                 | Jérémy Maison (FRA)*        | 79e  |
| 124                                 | Arnaud Courteille (FRA)     | 101e |
| 125                                 | Lorrenzo Manzin (FRA)*      | 110e |
| 126                                 | Matthieu Ladagnous (FRA)    | 60e  |
| 127                                 | Johan Le Bon (FRA)          | AB-1 |
| Directeur sportif : Jussi Veikkanen |                             |      |

| Movistar MOV                          | Movistar MOV             | Movistar MOV |
| ------------------------------------- | ------------------------ | ------------ |
| Num                                   | Coureur                  | Pos          |
| 131                                   | Jasha Sütterlin (GER)    | 77e          |
| 132                                   | José Herrada (ESP)       | 36e          |
| 133                                   | Jesús Herrada (ESP)      | 13e          |
| 134                                   | Carlos Barbero (ESP)     | 113e         |
| 135                                   | Gorka Izagirre (ESP)     | 28e          |
| 136                                   | Víctor de la Parte (ESP) | 43e          |
| 137                                   | Marc Soler (ESP)*        | 48e          |
| Directeur sportif : José Luis Arrieta |                          |              |

| Quick-Step Floors QST              | Quick-Step Floors QST    | Quick-Step Floors QST |
| ---------------------------------- | ------------------------ | --------------------- |
| Num                                | Coureur                  | Pos                   |
| 141                                | Martin Velits (SVK)      | 90e                   |
| 142                                | Dries Devenyns (BEL)     | 27e                   |
| 143                                | Petr Vakoč (CZE)         | 33e                   |
| 144                                | Jack Bauer (NZL)         | 50e                   |
| 145                                | Enric Mas (ESP)*         | 26e                   |
| 146                                | Eros Capecchi (ITA)      | 72e                   |
| 147                                | Gianluca Brambilla (ITA) | 37e                   |
| Directeur sportif : Rik Van Slycke |                          |                       |

| Lotto NL-Jumbo TLJ              | Lotto NL-Jumbo TLJ      | Lotto NL-Jumbo TLJ |
| ------------------------------- | ----------------------- | ------------------ |
| Num                             | Coureur                 | Pos                |
| 151                             | Robert Gesink (NED)     | 8e                 |
| 152                             | Koen Bouwman (NED)*     | 128e               |
| 153                             | Paul Martens (GER)      | 54e                |
| 154                             | Bert-Jan Lindeman (NED) | 103e               |
| 155                             | Enrico Battaglin (ITA)  | 78e                |
| 156                             | Robert Wagner (GER)     | 124e               |
| 157                             | Alexey Vermeulen (USA)* | 46e                |
| Directeur sportif : Addy Engels |                         |                    |

| UAE Abu Dhabi UAD                 | UAE Abu Dhabi UAD          | UAE Abu Dhabi UAD |
| --------------------------------- | -------------------------- | ----------------- |
| Num                               | Coureur                    | Pos               |
| 161                               | Ben Swift (GBR)            | 38e               |
| 162                               | Marco Marcato (ITA)        | 74e               |
| 163                               | Marko Kump (SLO)           | 109e              |
| 164                               | Vegard Stake Laengen (NOR) | 73e               |
| 165                               | Louis Meintjes (RSA)       | 59e               |
| 166                               | Manuele Mori (ITA)         | 63e               |
| 167                               | Diego Ulissi (ITA)         | 5e                |
| Directeur sportif : Marco Marzano |                            |                   |

| Trek-Segafredo TFS               | Trek-Segafredo TFS      | Trek-Segafredo TFS |
| -------------------------------- | ----------------------- | ------------------ |
| Num                              | Coureur                 | Pos                |
| 171                              | Laurent Didier (LUX)    | 39e                |
| 172                              | Koen de Kort (NED)      | 84e                |
| 173                              | Edward Theuns (BEL)     | 91e                |
| 174                              | Ruben Guerreiro (POR)*  | 18e                |
| 175                              | Jarlinson Pantano (COL) | 23e                |
| 176                              | Peter Stetina (USA)     | 29e                |
| 177                              | Mads Pedersen (DEN)*    | 130e               |
| Directeur sportif : Kim Andersen |                         |                    |

| UniSA-Australia # AUS             | UniSA-Australia # AUS | UniSA-Australia # AUS |
| --------------------------------- | --------------------- | --------------------- |
| Num                               | Coureur               | Pos                   |
| 181                               | Cameron Meyer (AUS)   | 52e                   |
| 182                               | Callum Scotson (AUS)* | 105e                  |
| 183                               | Lucas Hamilton (AUS)* | 24e                   |
| 184                               | Michael Storer (AUS)* | 15e                   |
| 185                               | Jai Hindley (AUS)*    | 25e                   |
| 186                               | Samuel Jenner (AUS)*  | 92e                   |
| 187                               | Nathan Earle (AUS)    | 11e                   |
| Directeur sportif : Bradley McGee |                       |                       |